# Bertha van Bourgondië
Bertha van Bourgondië (ca. 967 - Melun, 16 september, na 1010) was een dochter van Koenraad van Bourgondië en van Mathilde van Frankrijk. Bertha huwde een eerste maal met Odo I van Blois, met wie zij verschillende kinderen had:
- Theobald II (985-1004)
- Odo II (990-1037), opvolger van zijn broer Theobald
- Agnes, gehuwd met Godfried II van Thouars.
- Diederik (ovl. ca. 1000), begraven in de abdij van Saint-Père te Chartres
- Landry, genoemd in een akte van 27 september 1007

Bertha speelde een belangrijke rol in het bestuur van de bezittingen van Odo.
Robert II van Frankrijk hield van jongs af aan van Bertha maar zijn vader Hugo Capet verzette zich hiertegen wegens te nauwe bloedverwantschap. Ze hadden namelijk in Hendrik de Vogelaar een gemeenschappelijke overgrootvader en waren daardoor verwanten in de zesde graad. De kerk vond dit te nauw verwant voor een huwelijk. Hugo arrangeerde voor Robert een huwelijk met Rozala. Dit was geen gelukkig huwelijk en Robert verstootte zijn vrouw in 992. Na de dood van Odo en Hugo, ze overleden beiden in 996, konden Robert en Bertha met elkaar trouwen. Voor Bertha was dit een heel voordelig huwelijk omdat haar jonge zoons zo verzekerd waren van koninklijke bescherming. De kerk verzette zich tegen het huwelijk maar Robert en Bertha weigerden om hun huwelijk te ontbinden, en uiteindelijk volgde een excommunicatie. Omdat het bestuur van het koninkrijk hierdoor in gevaar kwam, werd het huwelijk in 1001 uiteindelijk toch ontbonden. Bertha bleef openlijk minnares van Robert. Robert trouwde met Constance van Arles, teneinde zich te verzekeren van een wettig nageslacht. De kwestie leidde tot grote verdeeldheid onder de Franse edelen en bisschoppen, er was een partij die Bertha steunde en een partij die Constance steunde. In 1008 trokken Robert en Bertha nog naar Rome om hun zaak bij de paus te bepleiten maar ze hadden geen succes.

## Voorouders
| Voorouders van Bertha van Bourgondië (967-1010) | Voorouders van Bertha van Bourgondië (967-1010)                           | Voorouders van Bertha van Bourgondië (967-1010)                           | Voorouders van Bertha van Bourgondië (967-1010)                          | Voorouders van Bertha van Bourgondië (967-1010)                          |                                                                          |
| ----------------------------------------------- | ------------------------------------------------------------------------- | ------------------------------------------------------------------------- | ------------------------------------------------------------------------ | ------------------------------------------------------------------------ | ------------------------------------------------------------------------ |
| Overgrootouders                                 | Rudolf I van Bourgondië (855-912) ∞ 888 Willa (865-voor 924)              | Burchard II van Zwaben (883-926) ∞ Regelinda (-958)                       | Karel de Eenvoudige (879-929) ∞ 918 Hedwig van Wessex (903-951)          | Hendrik de Vogelaar (876-936) ∞ 909 Mathilde van Ringelheim (895-968)    |                                                                          |
| Grootouders                                     | Rudolf II van Bourgondië (890-937) ∞ 922 Bertha van Zwaben (907-voor 966) | Rudolf II van Bourgondië (890-937) ∞ 922 Bertha van Zwaben (907-voor 966) | Lodewijk IV van Frankrijk (920-954) ∞ 939 Gerberga van Saksen (913-984)  | Lodewijk IV van Frankrijk (920-954) ∞ 939 Gerberga van Saksen (913-984)  |                                                                          |
| Ouders                                          | Koenraad van Bourgondië (922-993) ∞ 964 Mathilde van Frankrijk (943-992)  | Koenraad van Bourgondië (922-993) ∞ 964 Mathilde van Frankrijk (943-992)  | Koenraad van Bourgondië (922-993) ∞ 964 Mathilde van Frankrijk (943-992) | Koenraad van Bourgondië (922-993) ∞ 964 Mathilde van Frankrijk (943-992) | Koenraad van Bourgondië (922-993) ∞ 964 Mathilde van Frankrijk (943-992) |